# Эберсберг (район)
Эберсберг (нем. Ebersberg) — район в Германии. Центр района — город Эберсберг. Район входит в землю Бавария. Подчинён административному округу Верхняя Бавария. Занимает площадь 549,30 км². Население — 124 662 чел. Плотность населения — 225 человек/км².
Официальный код района — 09 1 75.
Район подразделяется на 21 общину.

## Города и общины

Муниципалитеты района Эберсберг (Бавария)

### Городские общины
1. Графинг-бай-Мюнхен (12 477)
2. Эберсберг (11 065)

### Ярмарочные общины
1. Глонн (4 341)
2. Кирхзеон (9 224)
3. Маркт-Швабен (10 969)

### Общины
1. Анцинг (3 593)
2. Аслинг (4 257)
3. Байерн (1 482)
4. Брукк (1 202)
5. Мозах (1 390)
6. Оберпфраммерн (2 143)
7. Плининг (4 962)
8. Пойнг (11 885)
9. Фатерштеттен (21 155)
10. Форстиннинг (3 389)
11. Фрауэннойхартинг (1 438)
12. Хоэнлинден (2 758)
13. Цорнединг (8 507)
14. Штайнхёринг (3 815)
15. Эгматинг (1 966)
16. Эммеринг (1 393)

### Объединения общин
1. Административное сообщество Аслинг
2. Административное сообщество Глонн

## Население
По оценке на 31 декабря 2015 года население района составляет 137 421 человек.
| Дата      | 1840  | 1871  | 1900  | 1925  | 1939  | 1950  | 1961  | 1970  | 1987  | 2011   |
| --------- | ----- | ----- | ----- | ----- | ----- | ----- | ----- | ----- | ----- | ------ |
| Население | 17863 | 20963 | 24926 | 28827 | 30805 | 52058 | 55458 | 73882 | 96283 | 127568 |

| Год       | 1960  | 1970  | 1980  | 1990   | 2000   | 2009   | 2010   | 2011   | 2012   | 2013   | 2014   | 2015   |
| --------- | ----- | ----- | ----- | ------ | ------ | ------ | ------ | ------ | ------ | ------ | ------ | ------ |
| Население | 55605 | 75621 | 95698 | 101937 | 118764 | 127907 | 129199 | 128870 | 131011 | 133007 | 134873 | 137421 |

## Внешние ссылки
- Официальная страница (нем.)